# Cantón de Saint-Amans
El cantón de Saint-Amans era una división administrativa francesa, que estaba situada en el departamento de Lozère y la región de Languedoc-Rosellón.

## Composición
El cantón estaba formado por diez comunas:
- Estables
- Lachamp
- La Villedieu
- Les Laubies
- Ribennes
- Rieutort-de-Randon
- Saint-Amans
- Saint-Denis-en-Margeride
- Saint-Gal
- Servières

## Supresión del cantón de Saint-Amans
En aplicación del Decreto n.º 2014-245 de 25 de febrero de 2014, el cantón de Saint-Amans fue suprimido el 22 de marzo de 2015 y sus 10 comunas pasaron a formar parte; siete del nuevo cantón de Saint-Alban-de-Limagnole y tres del nuevo cantón de Marvejols.